# Viktorie Švédská
Viktorie Švédská, korunní princezna, vévodkyně västergötlandská (švédsky Victoria, Sveriges kronprinsessa, hertiginna av Västergötland; celým jménem Victoria Ingrid Alice Désirée; * 14. července 1977, Stockholm) je dcera Karla XVI. Gustava a Silvie Švédské a následnice švédského trůnu.
Pokud nastoupí na trůn, stane se čtvrtou švédskou vládnoucí královnou po Markétě Dánské, Kristýně Švédské a Ulrice Eleonoře Švédské.

## Životopis

### Původ
Pochází z rodu Bernadotte. Od roku 1979 je korunní princeznou. V následnictví je před svým mladším bratrem. Její postavení bylo formálně stvrzeno s účinností od 1. ledna 1980, kdy přestal být upřednostňován mužský potomek. Přes svého otce je i 196. dědičkou v pořadí na britský trůn. Pokřtěna byla 27. září 1977 a jejími kmotry byli norský král Harald V., strýc z matčiny strany Ralf Sommerlath, nizozemská královna Beatrix a Viktoriina teta Désirée, baronka Silfverschiöld.

### Vzdělání
Absolvovala státní základní školu a gymnázium ve Stockholmu. V letech 1996–1997 studovala na francouzské Université Catholique de l'Ouest v Angers, na podzim 1997 pak následoval zvláštní studijní program jako součást práce pro švédský parlament. V průběhu let 1998–2000 žila Viktorie ve Spojených státech, kde studovala různé předměty na Yaleské univerzitě v Connecticutu. V květnu 1999 působila na švédské ambasádě ve Washingtonu a v červnu a září 2002 na newyorském sídle Organizace spojených národů.
Po studiu Švédské akademie národní obrany absolvovala studijní program ve Švédské mezinárodní agentuře rozvojové spolupráce (Sida). V roce 2003 pokračovala její studia návštěvou nejen švédských podniků, ale i absolvováním povinné vojenské služby. V roce 2005 studovala na Stockholmské univerzitě. Od září 2006 do června 2007 absolvovala program ministerstva zahraničních věcí pro diplomaty. V roce 2007 soukromě studovala francouzštinu a absolvovala stáž ve stálém zastoupení Švédska při Evropské unii. V červnu 2009 získala titul bakaláře na Uppsalské univerzitě.

### Soukromý život

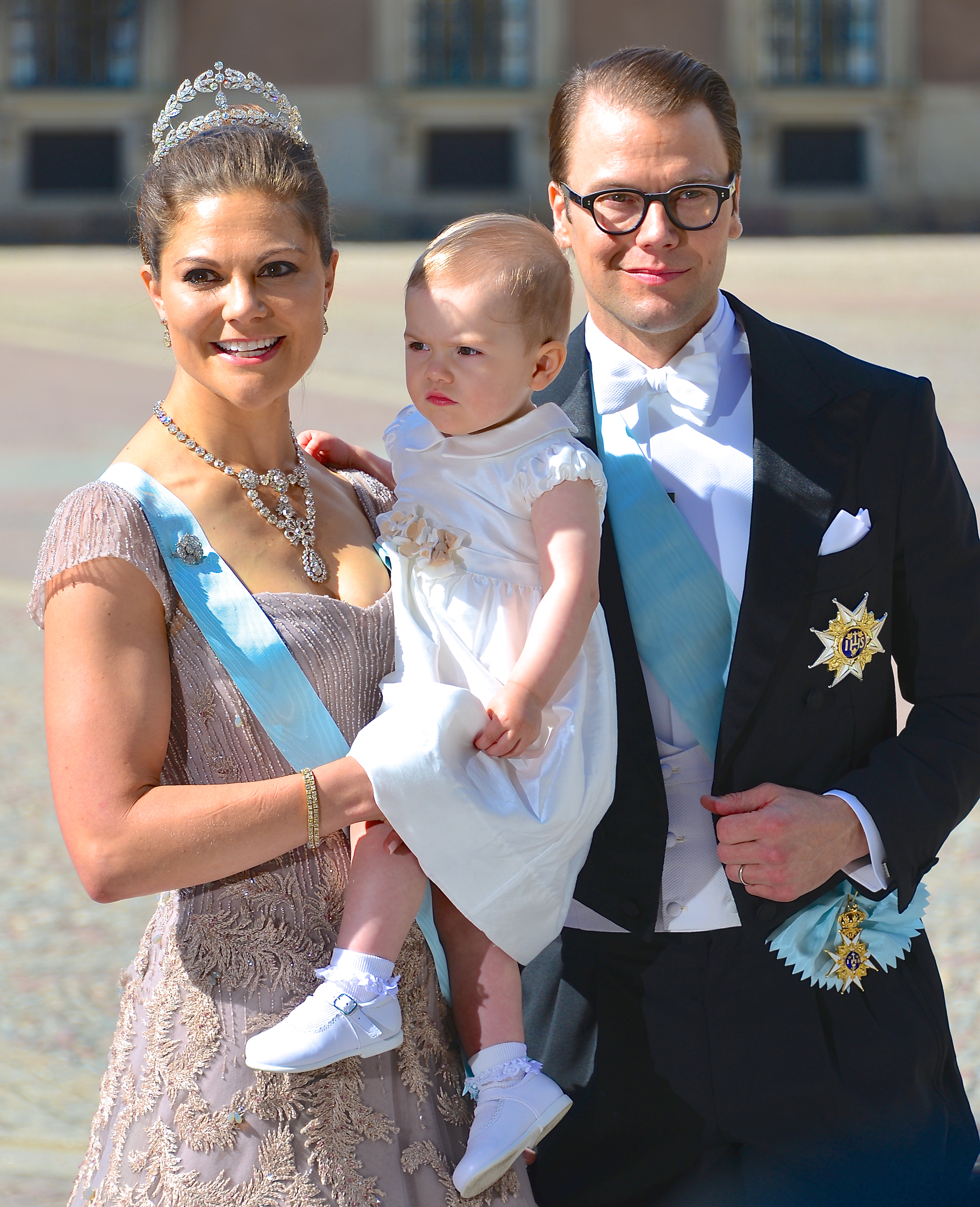
Korunní princezna Viktorie, choť princ Daniel a dcera Estelle, červen 2013

V červenci 1995 učinila při příležitosti svých osmnáctých narozenin své první veřejné vystoupení, neboť od tohoto dne může vystupovat jako hlava státu v případě, že se její otec – panovník nenachází v zemi. V den jejích narozenin – zvaný Viktoriin den – se konají každoročně veřejné oslavy.
Její první přítel byl Daniel Collert, který pocházel ze stejných společenských kruhů a byl její spolužák. Jejich přátelský vztah se prohloubil v polovině devadesátých let. V roce 1998 se přestěhovala do Spojených států a překonala anorexii a Collert se přestěhoval s ní. V září 2000 byl její vztah s Collertem veřejně potvrzen v jejím rozhovoru u příležitosti výstavy Expo 2000. Dvojice se rozešla v roce 2001.
V květnu 2002 informoval švédský deník Expressen, že Viktorie má nového přítele – Daniela Westlinga, který byl jejím osobním trenérem. Již od počátku bylo zřejmé, že Westlingovi není zájem médií příjemný. V únoru 2009 se objevily informace o přípravě sňatku. Švédská právní úprava stanovuje, že v případě, kdy se král obrátí na vládu se žádostí o schválení sňatku, musí vláda sňatek schválit. V případě sňatku, který nebyl odsouhlasen, dochází ke ztrátě následnického práva. Dne 24. února 2009 vláda sňatek korunní princezny a Daniela Westlinga schválila. Dnem sňatku, jehož se zúčastnilo přes tisíc hostů včetně aristokratů z celého světa, byl 19. červen 2010, kdy její rodiče oslavili své 34. výročí svatby.
Dne 23. února 2012 se jim narodila dcera Estelle Silvia Ewa Mary, která se stala po své matce druhá v pořadí následnictví na švédský trůn. Ve středu 2. března 2016 ve 20:28 přišel na svět druhý potomek – syn Oscar Carl Olof.

## Vyznamenání

### Švédská vyznamenání
- Královský rodinný řád krále Karla XVI. Gustava
- Pamětní medaile jubilea krále Karla XVI. Gustava – 30. dubna 1996
- Pamětní medaile rubínového jubilea krále Karla XVI. Gustava – 15. září 2013

### Zahraniční vyznamenání
- velkokříž Řádu svatého Olafa – Norsko, 1995
- rytíř Řádu slona – Dánsko, 14. července 1995
- Řád kříže země Panny Marie I. třídy – Estonsko, 11. září 1995[20]
- velkokříž Řádu bílé růže – Finsko, 1996
- velkodůstojník Řádu litevského knížete Gediminase – Litva, 21. listopadu 1995
- velká čestná dekorace ve zlatě na stuze Čestného odznaku Za zásluhy o Rakouskou republiku – Rakousko, 1997[21]
- velkokříž Řádu Leopoldova – Belgie, 2001
- velkokříž Záslužného řádu Spolkové republiky Německo – Německo, 20. května 2003
- velkostuha Nejvyššího řádu renesance – Jordánsko, 7. října 2003
- velkokříž Řádu islandského sokola – Island, 7. září 2004[22]
- velkodůstojník Řádu tří hvězd – Lotyšsko, 31. března 2005
- velkokomtur Řádu obránce říše – Malajsie, 14. září 2005
- velkokříž Řádu chryzantémy – Japonsko, 23. května 2007
- velkokříž Řádu Jižního kříže – Brazílie, 5. září 2007[23]
- velkokříž Řádu Stará planina – Bulharsko, 9. října 2007
- velkokříž Řádu rumunské hvězdy – Rumunsko, 11. března 2008[24]
- velkokříž Řádu Adolfa Nasavského – Lucembursko, 15. dubna 2008
- velkokříž Řádu cti – Řecko, 21. května 2008
- Řád bílé hvězdy I. třídy – Estonsko, 18. června 2011[25]
- velkodůstojník Řádu republiky – Tunisko, 4. listopadu 2015
- velkokříž Řádu za zásluhy – Chile, 10. května 2016
- velkokříž Řádu zásluh o Italskou republiku – Itálie, 2. listopadu 2018[26]
- vyšší I. třída Řádu za zásluhy v diplomatických službách – Jižní Korea, 14. června 2019
- velkokříž Národního řádu za zásluhy – Francie
- důsotjník Řádu Grimaldiho – Monako